# 1993-as Formula–1 brit nagydíj
A brit nagydíj volt az 1993-as Formula–1 világbajnokság kilencedik futama.

## Futam
A brit nagydíjon ismét Prost indult a pole-ból, Hill, Schumacher és Senna előtt. A rajtnál Hill csapattársát, míg Senna Schumachert előzte meg. Senna ezt követően a Maggotts-kanyarban körbeautózta a franciát. Míg Hill egyre nagyobb előnnyel vezetett, Senna feltartotta a mögötte haladókat. Prost a 7. körben (ekkor Hill 1 másodperces előnnyel vezetett), Schumacher a 13. körben előzte meg a brazilt. Luca Badoer balesete miatt bejött a biztonsági autó, így Hill előnye eltűnt. Hill nem sokkal ezután kiesett motorhiba miatt a 42. körben. Brundle motorja az 54. körben ment tönkre. Senna autójából az utolsó körben fogyott ki az üzemanyag. Prost győzött Schumacher, Patrese, Herbert és az ötödik helyen rangsorolt Senna előtt.
| Helyezés | #  | Versenyző            | Csapat/Motor          | Körök | Idő/Kiesés oka      | Rajthely | Pontszám |
| -------- | -- | -------------------- | --------------------- | ----- | ------------------- | -------- | -------- |
| 1        | 2  | Alain Prost          | Williams-Renault      | 59    | 1:25:38,189         | 1        | 10       |
| 2        | 5  | Michael Schumacher   | Benetton-Ford         | 59    | +7,660              | 3        | 6        |
| 3        | 6  | Riccardo Patrese     | Benetton-Ford         | 59    | +1:17,482           | 5        | 4        |
| 4        | 12 | Johnny Herbert       | Lotus-Ford            | 59    | +1:18,407           | 7        | 3        |
| 5        | 8  | Ayrton Senna         | McLaren-Ford          | 58    | Kifogyott üzemanyag | 4        | 2        |
| 6        | 9  | Derek Warwick        | Footwork-Mugen-Honda  | 58    | +1 kör              | 8        | 1        |
| 7        | 26 | Mark Blundell        | Ligier-Renault        | 58    | +1 kör              | 9        |          |
| 8        | 30 | Jyrki Järvilehto     | Sauber                | 58    | +1 kör              | 16       |          |
| 9        | 27 | Jean Alesi           | Ferrari               | 58    | +1 kör              | 12       |          |
| 10       | 14 | Rubens Barrichello   | Jordan-Hart           | 58    | +1 kör              | 15       |          |
| 11       | 19 | Philippe Alliot      | Larrousse-Lamborghini | 57    | +2 kör              | 24       |          |
| 12       | 23 | Christian Fittipaldi | Minardi-Ford          | 56    | Váltó               | 19       |          |
| 13       | 3  | Katajama Ukjó        | Tyrrell-Yamaha        | 55    | +4 kör              | 22       |          |
| 14       | 25 | Martin Brundle       | Ligier-Renault        | 53    | Váltó               | 6        |          |
| HN       | 4  | Andrea de Cesaris    | Tyrrell-Yamaha        | 43    | Helyezés nélkül     | 21       |          |
| Kiesett  | 0  | Damon Hill           | Williams-Renault      | 41    | Motorhiba           | 2        |          |
| Kiesett  | 11 | Alessandro Zanardi   | Lotus-Ford            | 41    | Felfüggesztés       | 14       |          |
| Kiesett  | 25 | Thierry Boutsen      | Jordan-Hart           | 41    | Kerékcsapágy        | 23       |          |
| Kiesett  | 22 | Luca Badoer          | Lola-Ferrari          | 32    | Elektronika         | 25       |          |
| Kiesett  | 24 | Pierluigi Martini    | Minardi-Ford          | 31    | Fizikai állapot     | 20       |          |
| Kiesett  | 29 | Karl Wendlinger      | Sauber                | 24    | Kicsúszás           | 18       |          |
| Kiesett  | 28 | Gerhard Berger       | Ferrari               | 10    | Felfüggesztés       | 13       |          |
| Kiesett  | 10 | Szuzuki Aguri        | Footwork-Mugen-Honda  | 8     | Kicsúszás           | 10       |          |
| Kiesett  | 7  | Michael Andretti     | McLaren-Ford          | 0     | Kicsúszás           | 11       |          |
| Kiesett  | 20 | Érik Comas           | Larrousse-Lamborghini | 0     | Féltengely          | 17       |          |
| NK       | 21 | Michele Alboreto     | Lola-Ferrari          |       |                     |          |          |

## A világbajnokság élmezőnyének állása a verseny után
| H  | Versenyzők         | Pont | H  | Konstruktőrök    | Pont |
| -- | ------------------ | ---- | -- | ---------------- | ---- |
| 1. | Alain Prost        | 67   | 1. | Williams-Renault | 95   |
| 2. | Ayrton Senna       | 47   | 2. | McLaren-Ford     | 50   |
| 3. | Michael Schumacher | 30   | 3. | Benetton-Ford    | 39   |
| 4. | Damon Hill         | 28   | 4. | Ligier-Renault   | 15   |
| 5. | Martin Brundle     | 7    | 5. | Lotus-Ford       | 10   |

## Statisztikák
Vezető helyen:
- Damon Hill: 41 (1-41)
- Alain Prost: 18 (42-59)

Alain Prost 50. (R) győzelme, 28. pole-pozíciója, Damon Hill 1. leggyorsabb köre.
- Williams 67. győzelme.